# École préparatoire aux sciences et techniques d'Oran
L'école Préparatoire aux Sciences et Techniques d'Oran a été créée par décret exécutif N° 256-09 du 10 aout 2009 (ainsi que quatre autres établissements basés respectivement à Alger, Annaba et Tlemcen). Son ouverture répond à la nouvelle vision du Ministère de l'Enseignement Supérieur et de la Recherche Scientifique en matière de formation d'élites.
EPST d'Oran a pour but de prendre en charge, de former et d'encadrer les meilleurs bacheliers à partir de l'année universitaire 2010/2011. En deux ans, une formation scientifique de haut niveau et de qualité leur est assurée pour préparer le concours d’entrée aux Grandes Écoles de Technologie. L'accès à l'école est national.    